# Surfing the Lérez Festival
El festival Surfing the Lérez es un festival de música que reúne a destacadas bandas y cantantes del panorama musical independiente. Se celebra cada mes de junio en la ciudad de Pontevedra (España) en la Isla de las Esculturas.

## Historia
El festival se inició el 1 de septiembre de 2011 con un concierto en la Sala Karma, que contó con la participación de dos bandas de surf instrumental, Lost Acapulco y Pedrito Diablo y los Cadáveras. El nombre del festival se inspiró en este género musical. En su segunda edición, el evento se expandió, añadiendo seis conciertos en bares de la ciudad y combinando música con gastronomía. La edición de 2012 transformó los locales nocturnos en espacios diurnos, ofreciendo conciertos en lugares emblemáticos como el crucero de la plaza de las Cinco Calles y las escaleras del Museo de Pontevedra. El evento concluyó con una romería urbana que tuvo su acto final en la Sala Karma.
La tercera edición del festival, que tuvo lugar del 11 al 15 de junio de 2013, marcó un importante salto cualitativo al trasladarse el festival a la Isla de las Esculturas, donde se celebra todos los años desde entonces.

## Descripción

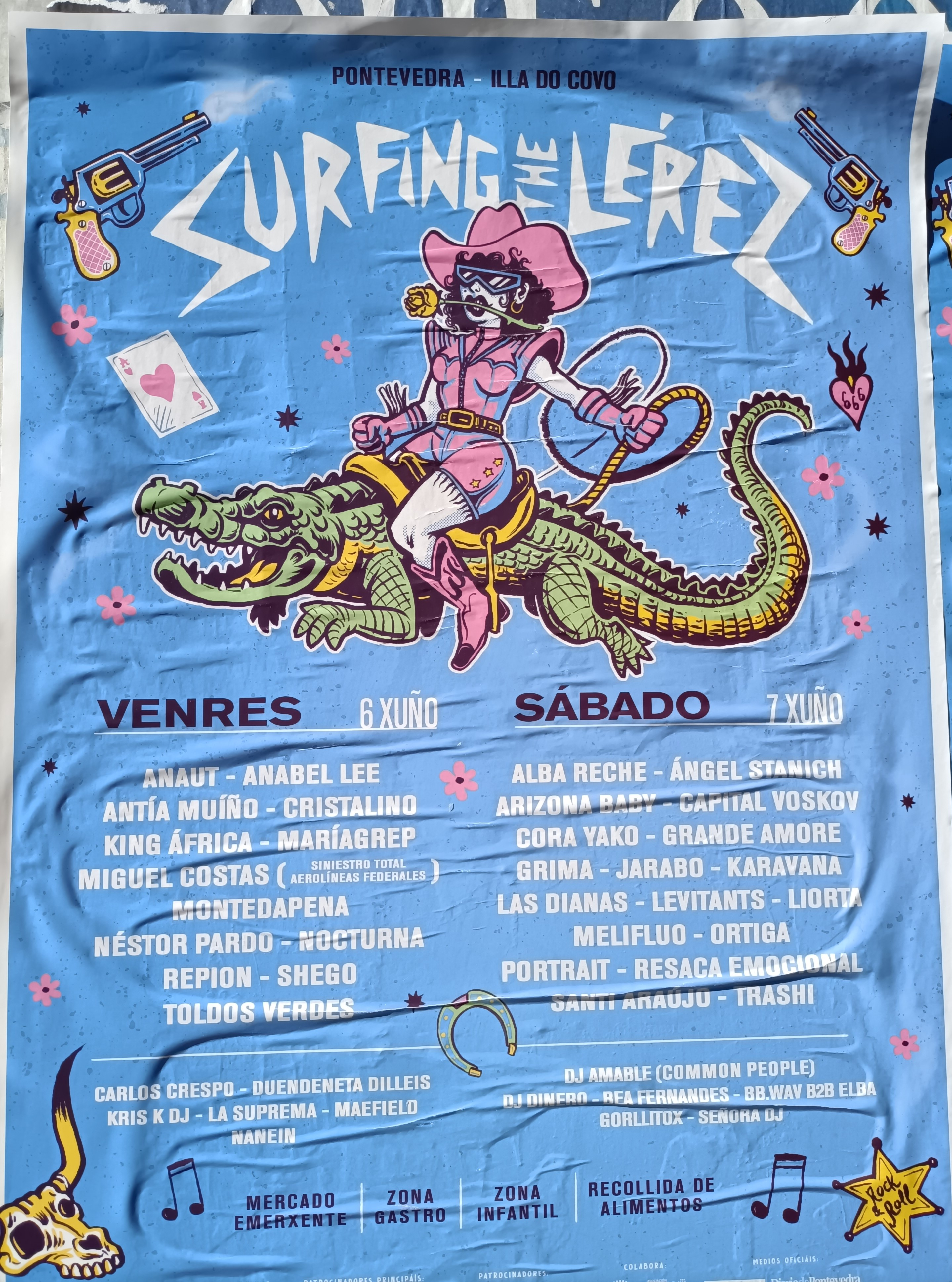
Cartel del festival en 2025.

En las primeras ediciones del festival, se ofrecían una variedad de talleres de música, grafiti y fotografía. En el plano gastronómico, se incluía la degustación de productos artesanales con denominación de origen gallega, disponibles tanto en diversos establecimientos hosteleros repartidos por toda la ciudad como en puestos de comida en la Isla de las Esculturas, actividad que continúa hasta el día de hoy.
Inicialmente, las actividades del festival se llevaban a cabo en varios escenarios, ocupaban toda la semana en la agenda cultural de la ciudad y culminaban con un gran evento el sábado. Actualmente, el festival se realiza durante el fin de semana, abarcando el viernes y el sábado.
El festival cuenta con la participación de bandas destacadas del panorama musical independiente español y gallego, incluyendo grupos consolidados en el ámbito nacional e internacional. Estas bandas abarcan diversos géneros musicales como indie, surf instrumental, rock and roll, y música sixtie y mod.
El Surfing the Lérez se ha consolidado como una propuesta única dentro del panorama de festivales gallegos, apostando por un modelo accesible y cercano. El festival mantiene una identidad propia que el público valora especialmente: entrada gratuita, actividades también en horario diurno y un ambiente familiar. A todo ello se suman sus ya tradicionales espacios gastronómicos y una zona infantil, que refuerzan su carácter inclusivo y festivo.

### Escenarios
El festival comenzó en la Sala Karma, cuyos propietarios fueron los promotores iniciales del evento. En su segunda edición, el festival Surfing The Lérez se expandió más allá de este espacio original, extendiendo su animación a bares, cervecerías y varios puntos del centro histórico de la ciudad. Hoy en día, los conciertos se llevan a cabo en la Isla de las Esculturas.
En 2025, además de la Isla de las Esculturas, se programaron conciertos en la Sala Karma.

## Ediciones
2011
- Lost Acapulco
- Pedrito Diablo y los Cadáveras

2012
- Guadalupe Plata
- Thee Tumbitas
- Santos Morcegos
- Gold&Colt
- Rusty James
- Thee Blind Crows
- Volvoretas e morcegos
- Sugar Mountain
- Bruno T. Ford
- The Grave Dolls

2013
- Arizona baby
- Los Tiki Phantoms
- Los Tupper
- Tractor Troy
- Holywater
- Niño y Pistola
- Querido Extraño
- Gold & Colt
- Thee Blind Crows
- Gonzalo Arca
- Cancodrilo DJ

2014
- Los Coronas
- Furious Monkey House
- Novedades Carminha
- Óscar Avendaño y los Profesionales
- Gog y las Hienas Telepáticas
- Ángel Stanich
- Guerrera
- Huge Magnet
- Maryland
- The Dustaphonics
- ¡Qué desilusión!
- Camarada Nimoy
- Sex Museum

2015
- El Gran Wyoming y Los Insolventes
- Lost Acapulco
- Guadalupe Plata
- Ángel Stanich
- The Grave Dolls
- Julián Maeso
- A banda do Terror
- Pasajero
- Última experiencia
- Los Motores
- Charli É dj???
- Sr Fiuza
- Sugar Mountain

2016
- Los Chavales
- The Limboos
- The Phantom Keys
- Samesugas
- Tractor Troy
- Antifrágil
- Eladio y los Seres Queridos
- Jhonander,
- The Phantom Dragsters
- Agoraphobia
- Igloo
- Thee Blind Crowds
- Dixie Town
- Atención Tsunami
- Terbutalina
- Novedades Carminha
- Familia Caamagno

2017
- Lucy and the Rats
- Los Deltonos
- Malandrómeda
- Los Tiki Phantoms
- Bengala
- The Soul Jacket
- Monrovia
- Pájaro
- Los Vinagres
- Bala (banda)
- Dois
- Os amigos dos músicos
- Glitter & Litter

2018
- Flip corale
- The Lákazans
- Oh! Ayatolah
- Terbutalina
- Mad Martin Trío
- La Casa de los Ingleses
- Soul Macklein & Possitive Band
- The Thrunks
- Agoraphobia
- Eladio y los Seres Queridos
- Furious Monkey House
- Escuchando Elefantes
- The Limboos
- Ángel Stanich

2019
- Fondo Norte
- Selvática
- Malkeda
- Heredeiros da Crus
- Basata
- Tony Lomba y Elio dos Santos
- Sex Museum
- Rayotaser
- The Lelli Kelly's
- Ortiga
- Mushu
- Santi Araújo
- Labretta Suede
- Holywater
- Maneiro
- Anaut
- Thee Blind Crows
- Familia Caamagno

2022
- Wyyga
- Uncle Doc & The Homeboys
- YNGZ
- Heredeiros da Crus
- Ariezz
- Ortiga
- Budiño
- Carlangas
- Gazela
- O cadelo lunático
- Fondo Norte
- Anxo Araújo
- Moura
- Ruxe Ruxe
- Indy Tumbita & The Voodoo Bandits
- The Blind Crows
- Dismal
- Familia Caamagno
- Copa Turbo
- Playa Desmayo
- Boyanka Kostova
- Familia Caamagno
- Carlota Crey
- Kings of the Beach
- Cora Velasco
- The Rapants
- Grande amore
- Terbutalina

2023
- Shego
- The Rapants
- Dakidarría
- Lontreira
- Pablo Lesuit
- Igloo
- Boyanka Kostova
- Malandrómeda
- Escuchando Elefantes

2024
- Nena Daconte[18][19][20][21]
- Niños Mutantes[22]
- Neno Tribal
- Chef Creador
- Meu Cariño
- Capital Voskov
- Grande Amore
- Galician Army
- The Rapants
- Parking Dust
- Lady Banana
- Agoraphobia
- Atención Tsunami
- Futuro Alcalde
- Terbutalina
- Joe Crepúsculo
- Ortiga
- Maefield
- Gorllitox

2025
- King África[23]
- Antía Muíño y Nanein
- Nocturna
- Mariagrep
- Repion
- Carlos Crespo
- Montedapena
- Kris K DJ
- Anabel Lee
- Miguel Costas
- Duendentena Dilleis
- Anaut
- Maefield
- Toldos Verdes
- Cristalino
- La Suprema
- Néstor Prado
- Liorta
- Ortiga
- Capital Voskov
- Bea Fernandes
- Resaca Emocional
- Alba Reche
- Ángel Stanich
- Portrait
- DJ Amable
- Trashi
- Las Dianas
- Melifluo
- Jarabo
- Señora DJ
- Karavana
- DJ Dinero
- Arizona Baby
- BB.WAV B2B Elba
- Santi Araújo
- Cora Yako
- Grande Amore
- Levitants
- Grimax
- Gorlitox